# Wolfgang Büscher (Journalist)
Wolfgang Büscher (* 20. Mai 1951 in Volkmarsen) ist ein deutscher Journalist und Autor. Bekannt wurde er mit seinen Fernwanderungen, die er in zeitgeschichtlich-historischen und dennoch nah an den Menschen erzählten Reportagen und Büchern beschrieb.

## Leben und Werk
Nach dem Abitur 1970 studierte Büscher Politische Wissenschaften an der Philipps-Universität Marburg. Der Autor und Reporter der Welt-Gruppe schrieb viele Jahre für Tageszeitungen wie die Süddeutsche Zeitung und die Frankfurter Allgemeine Zeitung. Daneben arbeitete er für das Magazin Geo und leitete bis März 2005 das Ressort Reportage bei der Tageszeitung Die Welt, dann schrieb er für Die Zeit. 
Bekannt wurde Büscher mit seinen Fernwanderungen. Er wanderte durch Nordamerika von Norden nach Süden und durch Osteuropa, er umrundete auch Deutschland an dessen Grenzgebieten. Büschers Stil sind tief recherchierte und historisch geprägte Texte, die weit über die übliche Form der Reiseberichte hinausgehen. 
1998 erschien seine erste Buchveröffentlichung Drei Stunden Null. Deutsche Abenteuer. 2003 folgte sein Buch Berlin – Moskau. Eine Reise zu Fuß, und Büscher wurde zur Reporterlegende. 2005 erschien der Band Deutschland, eine Reise, in dem er in Deutschland die Nord-Süd-Teilung stärker markierte als den Ost-West-Unterschied. Nach Asiatische Absencen (2008) folgte Hartland: Zu Fuß durch Amerika (2011), die Durchwanderung Nordamerikas von Kanada nach Süden an die Golfküste. 2014 schrieb er mit Ein Frühling in Jerusalem über seinen halbjährigen Aufenthalt in der Jerusalemer Altstadt und damit auch über den Sehnsuchtsort dreier Weltreligionen. 2020 zeigte er in Heimkehr, wie auch das abgeschiedene Waldgebirge im Waldecker Land zwischen Kassel und Paderborn zur deutschen Geschichte dazugehört. Vorbild für seine Wanderbücher ist Werner Herzogs Bericht Vom Gehen im Eis.
Als WELT-Autor prägte er einmal den Satz: „Was dem Ami die Knarre, ist dem Deutschen die Karre.“
Büscher ist verheiratet und hat zwei Kinder.

## Auszeichnungen
- 2002: Theodor-Wolff-Preis für seine Reportagen
- 2003: Kurt-Tucholsky-Preis
- 2003: Wilhelm-Müller-Preis des Landes Sachsen-Anhalt
- 2003: Johann-Gottfried-Seume-Literaturpreis für Berlin – Moskau. Eine Reise zu Fuß
- 2006: Ludwig-Börne-Preis für hervorragende Leistungen in der Sparte Reportagen

## Werke (Auswahl)
Bücher:
- Drei Stunden Null. Deutsche Abenteuer. Fest, Berlin 1998, ISBN 978-3-82860-022-5; Taschenbuchausgabe: Rowohlt, Reinbek bei Hamburg  2003, ISBN 978-3-499-23634-1.
- Berlin–Moskau. Eine Reise zu Fuß. Rowohlt, Reinbek 2003, ISBN 978-3-49800-631-0 (9. Aufl. 2012).
- Deutschland, eine Reise. Rowohlt, Berlin 2005, ISBN 978-3-87134-529-6.
- Asiatische Absencen. Rowohlt, Berlin 2008, ISBN 978-3-87134-616-3.
- Hartland: Zu Fuß durch Amerika. Rowohlt, Berlin 2011, ISBN 978-3-87134-685-9.
- Ein Frühling in Jerusalem. Rowohlt, Berlin 2014, ISBN 978-3-87134-784-9.
- mit Christine Kensche, Uwe Schmitt: Acht deutsche Sommer. Rowohlt, Berlin 2016, ISBN 978-3-87134-835-8.
- Heimkehr. Rowohlt, Berlin 2020, ISBN 978-3-7371-0089-2.
- Der Weg. Eine Reise durch die Sahara. dtv, München 2025, ISBN 978-3-423-28446-2.

Filme:
- Immer Richtung Osten. Ein Film zu Fuß mit Wolfgang Büscher. Reisereportage, Deutschland 2011.